# Mariangela D'Abbraccio
Mariangela D'Abbraccio, pseudonimo di Mariangela Cucciniello (Napoli, 27 maggio 1962), è un'attrice italiana.

## Biografia
Figlia e nipote d'arte: il suo ramo materno è costituito da artisti teatrali napoletani. Il nonno era violinista nell'orchestra del Teatro di San Carlo di Napoli, la nonna pittrice e la madre regista. A 15 anni inizia a studiare recitazione alla Fersen e all'Actor Studio di Roma, oltre che danza al Balletto Nazionale di Roma. Debutta diretta da Eduardo De Filippo. Diventa protagonista del teatro italiano lavorando con Giorgio Albertazzi. Nella compagnia di Luca De Filippo, con Ditegli sempre di sì è diretta dallo stesso Eduardo. Sempre di Eduardo De Filippo, per la regia di Egisto Marcucci nella compagnia di Valeria Moriconi, interpreta Filumena Marturano.
È Rosy, la transessuale, nella commedia Il genio di Damiano Damiani e Raffaele La Capria, per la regia di Giorgio Albertazzi, con il quale condividerà alcune stagioni teatrali con gli spettacoli: Dannunziana, da Gabriele D'Annunzio, Svenimenti di Anton Čechov, per la regia di Antonio Calenda, Il ritorno di Casanova di Tullio Kezich da Arthur Schnitzler, regia di Armand Delcampe. Interpreta alcune commedie di successo come: Fiore di cactus, I Massibili con Arturo Brachetti, e Twist con Marco Columbro.
Al Festival di Spoleto è Sunshine, la ragazza di peep-show, nella commedia di William Mastrosimone per la regia di Marco Mattolini. Interpreta Uno, nessuno e centomila di Luigi Pirandello per la regia di Marco Mattolini e Sei personaggi in cerca d'autore per la regia di Giuseppe Patroni Griffi, che le varrà il premio Flaiano come migliore attrice. Di William Shakespeare interpreta Molto rumore per nulla per la regia di Armando Pugliese, Lady Macbeth con Massimo Venturiello, e il ruolo della Regina in Amleto, nell'edizione di Walter Le Moli.
Nel 1999 interpreta Masha, nell'opera se Tre sorelle di Anton Cechov diretta da Duccio Camerini, con Chiara Noschese e Amanda Sandrelli. Inizia quindi una lunga collaborazione con la scrittrice Dacia Maraini, partendo con lo spettacolo Camille Claudel per il Festival di Spoleto. Sempre nell'ambito della collaborazione con la Maraini, interpreta Nella città l'inferno, adattamento dalla sceneggiatura di Suso Cecchi D'Amico, per la regia di Francesco Tavassi, Maria Stuarda, con Elisabetta Pozzi e "Teresa la ladra" con musiche e canzoni originali di Sergio Cammariere e sempre per la regia di Francesco Tavassi, che la dirige anche in Anna dei miracoli di William Gibson, nella Gatta sul tetto che scotta di Tennessee Williams, e Amarafemmena, un concerto-spettacolo dedicato alla canzone napoletana.
Per la Sony Music incide il cd Il cuore di Totò, contenente tre inediti e le più belle canzoni del grande attore. Torna a collaborare con Luca De Filippo, con il quale debutta al Teatro di San Carlo di Napoli con Napoli milionaria di Eduardo, nel ruolo di donna Amalia, diretta da Francesco Rosi. Per il cinema è stata diretta da Franco Zeffirelli nella Traviata, da Peter Del Monte in Tracce di vita amorosa, e da Giovanni Veronesi in Per amore, solo per amore. Carlo Vanzina la dirige in A spasso nel tempo - L'avventura continua, dove reinterpreta la Loren di Pane, amore e.... Nel 2002 fa parte del cast del film di Piergiorgio Gay La forza del passato, in concorso alla 59ª Mostra internazionale d'arte cinematografica di Venezia.
Per la TV è diretta da Fabrizio Costa in Passioni (1993), e in Tutti gli uomini sono uguali e Il commissario di Alessandro Capone. In concorso alla Festa del Cinema di Roma interpreta L'uomo privato, per la regia di Emidio Greco. Nella stagione teatrale 2008 è in scena con La rosa tatuata di Tennessee Williams per la regia di Francesco Tavassi. Per la TV interpreta anche il personaggio di Monica Cirillo nella soap opera di Rai 3 Un posto al sole.
In teatro porta in scena i diari segreti di Marilyn Monroe in Marylin Monroe Fragments, regia di Carmen Giordano, mentre al Festival dei Due Mondi di Spoleto debutta con Dopo il silenzio, tratto dal libro di Pietro Grasso Liberi tutti, regia di Alessio Pizzech. Torna di nuovo in scena con Giorgio Albertazzi in Borges Piazzolla, per la regia di Francesco Tavassi. Nel 2016 è Filumena in Filumena Marturano di Eduardo De Filippo al Festival dei Due Mondi di Spoleto, affiancata da Geppy Gleijeses (Domenico Soriano), per la regia di Liliana Cavani. Lo spettacolo è stato portato in tournée in Italia e all'estero per tre stagioni consecutive.

## Vita privata
Sorella della pornostar Milly D'Abbraccio, ha diviso vita privata e palcoscenico con Giorgio Albertazzi. Dopo una relazione con il cantante Enrico Ruggeri, si è sposata con il regista teatrale Francesco Tavassi.

## Filmografia

Mariangela D'Abbraccio in una scena del film L'assassino è ancora tra noi (1986)

### Cinema
- Cornetti alla crema, regia di Sergio Martino (1981)
- Tu mi turbi, regia di Roberto Benigni, episodio Angelo (1983)
- L'assassino è ancora tra noi, regia di Camillo Teti (1986)
- Per amore, solo per amore, regia di Giovanni Veronesi (1993)
- A spasso nel tempo - L'avventura continua, regia di Carlo Vanzina (1997)
- La forza del passato, regia di Piergiorgio Gay (2002)
- L'uomo privato, regia di Emidio Greco (2007)
- Andata al calvario, regia di Giovanni Meola – cortometraggio (2013)
- Il paese dagli sguardi negati, regia di Davide Cavuti (2020)

### Televisione
- L'assassino ha le ore contate – miniserie TV, 6 episodi (1981)
- Il potere degli angeli – film TV (1988)
- Passioni – serie TV (1993)
- Tutti gli uomini sono uguali, regia di Alessandro Capone – miniserie TV (1998)
- Il commissario – serie TV, 2 episodi (2002)
- Un posto al sole – soap opera (dal 2012)
- Una scomoda eredità, regia di Fabrizio Costa – film TV (2022)

## Teatro
- Ditegli sempre di sì, regia di Eduardo De Filippo
- Tre cazune fortunate, regia Eduardo De Filippo
- Il genio, regia Giorgio Albertazzi
- Filumena Marturano, regia di Egisto Marcucci
- Fiore di cactus, regia di Giorgio Albertazzi
- Dannunziana, regia Giorgio Albertazzi
- Svenimenti, regia di Antonio Calenda
- Il ritorno di Casanova, regia di Armand DelCampe
- I Massibili, regia di Arturo Brachetti
- Sunshine, regia di Marco Mattolini
- Knepp, regia di Gisella Gobbi
- Osteria di Campagna, regia di Mariano Rigillo
- Twist, regia di Ennio Coltorti
- Camille Claudel, regia di Gisella Gobbi
- Uno, nessuno e centomila, regia di Marco Mattolini
- Sei personaggi in cerca d'autore, regia di Giuseppe Patroni Griffi
- Nella città l'inferno, regia di Francesco Tavassi
- Tre sorelle, regia di Duccio Camerini
- Molto rumore per nulla, regia di Armando Pugliese
- Anna dei miracoli, regia di Francesco Tavassi
- Maria Stuarda, regia di Francesco Tavassi
- Macbeth, regia di Giuseppe De Feudis
- Amleto, regia di Walter Le Moli
- La gatta sul tetto che scotta, regia di Francesco Tavassi
- Napoli milionaria!, regia di Francesco Rosi
- Amarafemmena, regia di Francesco Tavassi
- La rosa tatuata, regia di Francesco Tavassi
- Romantic Comedy, regia di Alessandro Benvenuti
- La duchessa di Amalfi, regia di Consuelo Barilari
- La strana coppia, regia di Francesco Tavassi
- Teresa la ladra, regia di Francesco Tavassi
- La lampadina galleggiante di Woody Allen, regia di Armando Pugliese (2012)
- Marilyn Monroe Fragments, regia di Carmen Giordano
- Affari di cuore, regia di Chiara Noschese
- Dopo il silenzio, regia di Alessio Pizzech
- Eduardo al Kursaal, regia Armando Pugliese
- Elena, regia Francesco Tavassi
- Borges Piazzolla, regia Francesco Tavassi
- Filumena Marturano, regia di Liliana Cavani
- Tra estasi e tormento, regia di Milo Vallone
- Hamlet di William Shakespeare, regia di Francesco Tavassi, con Giorgio Pasotti, Mariangela D'Abbraccio (2020)
- Un tram che si chiama Desiderio, regia di Pier Luigi Pizzi (2021)
- Un perdente di successo, dall'autobiografia di Giorgio Albertazzi, adattamento di Mariangela D'Abbraccio, allestimento scenico di Francesco Tavassi (2023)

## Discografia
- Il cuore di Totò (Sony Music)
- Teresa la ladra (canzoni originali Maraini/Cammariere, Perrone editore distribuzione Feltrinelli)
- E chi mo canta appriesso a me (Polosud record)

### Partecipazioni
- Vitae di Davide Cavuti interprete del testo L'ultimo velo (2016)

## Riconoscimenti
- Premio Persefone 2012 – Teresa la ladra, regia di Francesco Tavassi
- Premio Marghutta Teatro – Teresa la ladra, regia di Francesco Tavassi
- Premio Gassman 2010 – La strana coppia, regia di Francesco Tavassi
- Premio Persefone 2005-Napoli Milionaria, regia Francesco Rosi
- Premio Flaiano- Premio per l'interpretazione in Sei personaggi in cerca d'autore, regia di Giuseppe Patroni Griffi
- Biglietto D'Oro – Agis Il ritorno di Casanova, regia di Armand Del Campe
- Biglietto D'Oro – Agis I Massibili, regia di Arturo Brachetti
- Biglietto D'Oro – Agis Twist, regia di Ennio Coltorti